# Manu Bonmariage
Pour les articles homonymes, voir Bonmariage.
Emmanuel Bonmariage, dit Manu Bonmariage, est un réalisateur belge né le 29 mars 1941 à Chevron près de Liège et mort le 6 novembre 2021.

## Biographie
Après des études en sciences communicationnelles à l'Institut des hautes études des communications sociales (IHECS) à Bruxelles, Manu Bonmariage travaille comme cadreur de long métrage et de fiction, et comme caméraman reporter à la Radio-Télévision belge francophone, où il devient réalisateur. Il enseigne également le reportage à Louvain-la-Neuve. Adepte du cinéma-vérité, il est le père spirituel de l'émission TV Strip-tease. Il a réalisé une cinquantaine de documentaires ainsi qu'un long métrage de fiction Babylone en 1990. 
Atteint de la maladie d'Alzheimer, il décède le 6 novembre 2021 à l'âge de 80 ans.

### Famille
Manu Bonmariage est le père de 8 enfants dont l'actrice et réalisatrice Emmanuelle Bonmariage, du chanteur Matthieu Thonon et du danseur belge Milan Emmanuel.

## Filmographie

### Pour l'émissionStrip-tease
Elle comprend 47 films dont :
- Gustavine et Khalifa (1986 - 12 min) :
- Les petits des "petits de" (1987 - 14 min)
- Allô police (1987, 77 min) - Documentaire filmé à Charleroi. (DVD Coffret Manu Bonmariage, 2008)
- Le baron (1988 - 15 min)
- Vaisselle (1988 - 10 min)
- Merci patron (1998 - 15 min)
- Meurtre aux champs (1990 - 60 min - jamais diffusé)
- Pas si fou (1990 - 15 min)
- Valeurs sûres (1992 - 14 min)
- The will of God (1993)[2]
- Dorés sur tranche (1995 - 14 min)
- Repas de famille (1996 - 15 min)
- Tour de France (1996 - 16 min)
- Amours fous (1999 - 68 min)
- Le serment d'hypocrite (2001 - 17 min)

### Non classé
- De Saïgon à Ho-Chi-Minh (1975, 55 min) coréalisé avec Josy Dubié
- Un homme une ville - Hugo Pratt, Venise et ses amis (1980, 60 min) https://auvio.rtbf.be/media/archives-sonuma-la-bande-dessinee-un-homme-une-ville-2667166
- Du beurre dans les tartines (1980 - 55 min)[3],[4],[5]
- J'ose (1983) avec José Bragard
- Malaises (1984 - 55 min)
- Keufs dans la ville (1994)
- En quête de banlieue (1995)
- Hamsa la rage au ventre (1996)
- Les lions indomptables (1998)
- Les Amants d'assises (1992, 86 min) - (DVD  Coffret Manu Bonmariage, 2008)
- Tout en camion (2000)
- Baria et le Grand Mariage (2001, 82 min) (DVD Coffret Manu Bonmariage, 2008)
- Ainsi soit-il (2007, 60 min) (DVD Coffret Manu Bonmariage, 2008[6])
- Nkpiti : la rancune et le prophète, film de Jean-Paul Colleyn et Manu Bonmariage, Charleroi : ACME, RTBF, Charleroi (Belgique), 1989, 54 min (VHS)
- Vivre sa mort (2015, 100 min)